# Antena dipolowa
Antena dipolowa – najstarszy rodzaj anteny. Słowo dipol pochodzi z języka greckiego i oznacza układ dwubiegunowy. 
Antena dipolowa składa się przeważnie z dwóch symetrycznych ramion zasilanych za pomocą symetrycznej linii transmisyjnej. Jest ona wówczas tak zwaną anteną symetryczną, gdyż prądy płynące w obu ramionach anteny są równe co do amplitudy i mają przeciwne zwroty. Można spotkać również anteny dipolowe o niesymetrycznych ramionach oraz anteny zasilane bocznikowo, optymalizowane, załamane. Anteny dipolowe ze względu na słabe parametry (wąskie pasmo pracy, mały zysk kierunkowy) występują rzadziej jako samodzielne, pojedyncze anteny, a częściej stosuje się je jako elementy składowe bardziej skomplikowanych i rozbudowanych układów antenowych. 

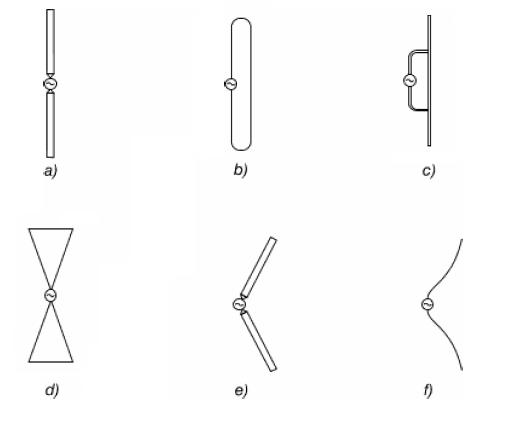
Rodzaje anten dipolowych

## Rodzaje anten dipolowych
- dipol prosty (a)
- dipol pętlowy (b)
- dipol prosty zasilany bocznikowo (c)
- dipol szerokopasmowy (d)
- dipol załamany (e)
- dipol optymalizowany (f)

## Zalety anten dipolowych
- prosta budowa
- niskie koszty produkcji
- łatwa adaptacja z innymi rodzajami anten
- możliwość tworzenia dużych układów antenowych, na przykład kilka połączonych odpowiednio z sobą anten Yagi-Uda
- łatwy dostęp

## Wady anten dipolowych
- wąskie pasmo pracy (co może być zaletą)
- mały zysk energetyczny